# Saltrup (przystanek kolejowy)
Saltrup (duń. Saltrup Station) – przystanek kolejowy w miejscowości Saltrup, w Regionie Stołecznym, w Danii. 
Znajduje się na Gribskovbanen i jest obsługiwany przez pociągi regionalne Lokaltog.

## Linie kolejowe
- Linia Gribskovbanen